# Kundur (Kundur Barat)
Kundur is een bestuurslaag in het regentschap Karimun van de provincie Riau-archipel, Indonesië. Kundur telt 2.837 inwoners (volkstelling 2010).